# Bufo-de-cabinda
Bufo-de-cabinda  (Bubo leucostictus) é uma espécie de ave estrigiforme pertencente à família Strigidae.